# Artaxerxes I.

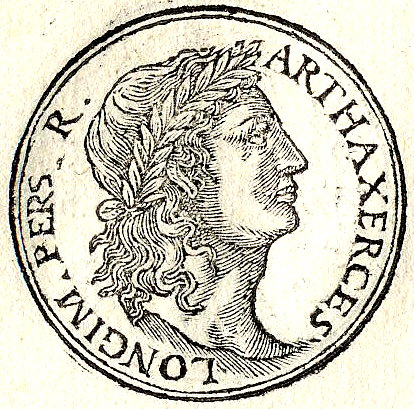
Artaxerxes I.

Artaxerxes I. (altpersische Transliteration a-r-t-x-š-ç-a und Transkription Rtaxšaçā, [r̩.ta.xʃa.tsaː], [ər.ta-], persisch اردشیر Ardaschīr [ærdæˈʃiːr]; altgriechisch Ἀρταξέρξης Artaxérxēs, späterer Beiname Μακρόχειρ Makrocheir „Langhand“) war von 465 v. Chr. bis zu seinem Tod im Dezember 424 v. Chr. persischer Großkönig. Das Ende seines Akzessionsjahres leitete am 1. Nisannu 464 v. Chr. automatisch sein erstes Regierungsjahr ein.

## Etymologie
Der Name Artaxerxes ist von den achämenidischen Königsinschriften und einigen Nebenüberlieferungen übermittelt.
Über die achämenidischen Königsinschriften ist das altpersische Rtaxšaçā für die drei Könige Artaxerxes I., Artaxerxes II. und Artaxerxes III. überliefert. Der Name setzt sich aus *rta- (Wahrheit, rechte Ordnung) und xšaça- (Herrschaft, Reich) zusammen. Beide Teile sind in altiranischen Personennamen häufig vertreten. Über die Bedeutung gibt es verschiedene Auffassungen (die folgende Liste stellt eine Auswahl dar): der dem heiligen Rechte die Herrschaft gibt, ein Königreich der Gerechtigkeit haben (having a kingdom of justice), dessen Herrschaft in Übereinstimmung mit der Wahrheit ist und dessen Herrschaft/Reich sich auf die Wahrheit gründet.
Der babylonische Name ist in den Quellen in unzähligen Variationen und fehlerhaften Schreibungen belegt. Der Name ist von den achämenidischen Königsinschriften und vielen babylonischen Verwaltungsdokumenten überliefert. Aus all den Varianten hat sich für Artaxerxes I. Ar-tah-šá-as-sa-áš, Artaxerxes II. Ar-tah-šá-as-su und Artaxerxes III. Ár-tah-šát-su herausgeschält.
Der aramäische Name ᾽rtšsš spielt eine Rolle beim König Artaxerxes IV., da von diesem keine altpersische Überlieferungen existieren. Der Name ist vom Letoon von Xanthos auf der sogenannten Trilingue vom Letoon für Artaxerxes IV. überliefert.
Die alte griechische Form Artαxesses (altgriechisch Ἀρταξέσσης) ist nur von einer Inschrift von Tralleis, einer Stadt in Karien, überliefert, die lange Zeit als Fälschung angesehen wurde. Inzwischen ist Artαxesses durch eine lydische Überlieferung (Artakśassa-) bestätigt worden. Der davon abgeleitete griechische Name Artaxerxes (altgriechisch Ἀρταξέρξης) ist volksethymologisch nach dem Vorbild des Namens von Xerxes I. (altgriechisch Ξέρξης) umgestaltet worden. Von Herodot ist in den Handschriften vor allem die griechische Form Άρτoξέρξης (Artoxerxes) neben dem nur schwach bezeugten Artaxerxes überliefert. Die Form mit dem o enthält den normalen griechischen Fugenlaut, der für Zusammensetzungen benutzt wurde.

## Leben
Artaxerxes war Sohn und Nachfolger Xerxes’ I. Dieser war nach inneren Wirren von seinem Gardebefehlshaber Artabanos ermordet worden. Artabanos lenkte den Verdacht auf Dareios, den ältesten Sohn Xerxes’ I. Im Zorn tötete der jüngere Bruder Artaxerxes den vermeintlichen Vatermörder und bestieg selbst den Thron.
Bereits kurz nach Artaxerxes’ Regierungsantritt kam es 463 in Baktrien zu einer Erhebung unter der Führung des Satrapen Artapanos im äußersten Osten des Perserreichs, an die sich bald ein Aufstand in Ägypten unter dem Libyer Inaros anschloss. In diesen Konflikt griff der Attische Seebund unter Führung Kimons mit 200 eigenen und verbündeten Schiffen ein. Hintergrund war das Erstarken Athens nach den Perserkriegen: die Ressourcen des Seebundes ermöglichten nun ein expansiveres Vorgehen der Griechen.
Zunächst war die vereinigte libysch-ägyptische Streitmacht mit griechischer Flottenunterstützung erfolgreich, besiegte den persischen Statthalter in Ägypten und schloss einen Belagerungsring um die persische Garnison in Memphis. Artaxerxes’ Feldherr Megabyzos der Jüngere sprengte diesen Ring 456 v. Chr. bei der Schlacht bei Papremis und vernichtete eine attische Entsatzflotte. Thukydides (I 109) berichtet, dass
Megabyzos […] mit einem gewaltigen Heer kam. Der besiegte nach seiner Ankunft in einer Landschlacht die Ägypter und ihre Verbündeten, vertrieb die Griechen aus Memphis und schloss sie schließlich auf der Insel Prosopitis ein. Dort belagerte er sie ein Jahr und sechs Monate.
Ktesias von Knidos berichtet von 50 verlorenen Schiffen und 6.000 Gefallenen auf Seiten der Griechen. Darauf folgten wechselvolle Kämpfe, die unter anderem 450 einen griechischen Sieg bei Salamis brachten.
Da sowohl Griechen als auch Perser von den zähen Kämpfen stark belastet waren, kam es 449/448 zu Verhandlungen. Im sogenannten Kalliasfrieden wurden die Perserkriege formal beendet. Die griechischen Städte in Kleinasien und Zypern blieben zwar nominell Teil des Persischen Reiches, Artaxerxes musste jedoch ihre Autonomie anerkennen. In den darauf ausbrechenden Konflikten zwischen Athen und Sparta versuchten beide Seiten, den Perserkönig als Verbündeten zu gewinnen, was jedoch am Tod Artaxerxes’, der im Winter 424/423 v. Chr. zusammen mit seiner Ehefrau starb, scheiterte.

## Bedeutung
Artaxerxes I. erscheint im Lichte der Geschichte als gutherziger König. Er gewährte u. a. dem Themistokles, dem Sieger der Schlacht von Salamis, nach dessen Verbannung großzügig Asyl. In seiner Regierungszeit wurde auch die „Halle der 100 Säulen“ im Palast von Persepolis errichtet und dem dortigen Zentralpalast die Nordtreppe angefügt. Die zwei Reliefs mit dem thronenden Dareios in der Mitte der beiden Treppen des Apadana-Audienzpalastes ließ er entfernen und durch Inschriftenplatten ersetzen. Auf seinen Inschriften ließ Artaxerxes, der auch eine tolerante Religionspolitik betrieb, seine Taten für die Nachwelt festhalten.

## Erwähnungen in der Bibel
In den beiden Geschichtsbüchern Esra und Nehemia des Alten Testaments wird Artaxerxes mehrfach erwähnt.
Nach Esr 4,7 ff.  untersagt König Artaxerxes die Bautätigkeiten zur Befestigung von Jerusalem, nachdem sich die ansässige Bevölkerung über die aus dem Babylonischen Exil zurückkehrenden Israeliten beschwert hatte.
Dem Propheten Esra wird im 7. Jahr des Artaxerxes (457 v. Chr.) erlaubt, mit einer „Anzahl von Israeliten, Priestern, Leviten, Sängern, Torwächtern und Tempeldienern nach Jerusalem“ zu reisen. Sein Auftrag ist, das Haus Gottes zu verschönern und den Opferdienst wieder einzurichten (Esr 7,7ff ).
Neh 2,1  berichtet von Nehemia, der im 20. Jahr des Königs Artaxerxes (444 v. Chr.) der Mundschenk des Königs war. Betrübt über den schlechten Zustand der nun zum Teil wieder aufgebauten Stadt Jerusalem erbat er von Artaxerxes den Auftrag, den Aufbau voranzutreiben. Daraufhin wurde Nehemia der Statthalter der Juden. Im 32. Regierungsjahr des Königs (432 v. Chr.) kehrt er für kurze Zeit an den Königshof zurück (Neh 13,6 ).

## Nachkommen
Artaxerxes’ I. einzige Ehefrau war Damasipa und folglich war ihr gemeinsamer Sohn sein einzig legitim geborenes Kind. Weiterhin hatte er aus diversen Konkubinaten siebzehn uneheliche Kinder, die allerdings nicht alle namentlich bekannt sind.
Aus der Ehe mit Damasipa:
- Xerxes II. († 423 v. Chr.), Großkönig.

Aus dem Konkubinat mit der Babylonierin Alogyne:
- Sogdianos († 423 v. Chr.), Großkönig.

Aus dem Konkubinat mit der Babylonierin Kosmartidene:
- Ochos, nachmals Dareios II. († 404 v. Chr.), Großkönig.
- Arsites († 423 v. Chr.).

Aus dem Konkubinat mit der Babylonierin Andia:
- Bagapaios.
- Parysatis, Ehefrau ihres Halbbruders Dareios II.